# Слава Ісусу Христу
«Слава Ісусу Христу!» (лат. Laudetur Jesus Christus, коротко СІХ) — у християнстві традиційне вітання. Поширене в католицькій, православній і протестантських церквах. Одне з традиційних вітань в Україні. На привітання заведено відповідати «Навіки-віків! Амінь», «Слава навіки Богу!», «Слава навіки!». Скорочена форма — «Слава Ісу!» або «Слава Йсу!».

## Поширення
На заході України вітання «Слава Ісусу Христу!», поруч з «Дай Боже щастя!» (вітається при зустрічі з людиною у праці — відповідь «Дай Боже й вам»), є найрозповсюдженішою формою привітання в сільській місцевості та окремих містечках. Однак, на великі свята замість нього зазвичай використовують:
- «Христос народився!» («Христос рождається!») — «Славімо Його!» на Різдво
- «Христос хрещається!» — «В ріці Йордані!» на Водохреща
- «Христос воскрес!» — «Воістину воскрес!» на Великдень

## Цікаві факти
- Вітання «Слава Ісусу Христу!» є девізом Радіо Ватикану[4].
- Українське вітання «Слава Україні!» створене за зразком вітання «Слава Ісусу Христу!»[5].